# (38525) 1999 TY288
1999 TY288 (asteroide 38525) é um asteroide da cintura principal. Possui uma excentricidade de 0.08517440 e uma inclinação de 4.94567º.
Este asteroide foi descoberto no dia 10 de outubro de 1999 por LINEAR em Socorro.